# Recorde de distância à vela em 24 horas
O Recorde de distância à vela em 24 horas é a maior distância percorrida por um velejador ou por uma equipagem  em 24 horas. Na maioria dos casos é durante uma outra prova e/ou competição que se bate este recorde, como numa tentativa de recorde da travessia do Atlântico Norte à vela.
Os diferentes tempos são afectados a:
- em  solitário ou em  equipagem
- em monocasco ou em multicasco
- sentido do trajecto, por exemplo: Este-Oeste ou Oesste-Este

Os recordes são homologados pela World Sailing Speed Record Council.

## Lista de recordes
Ver lista de recordes na versão francesa fr:Record de distance à la voile en 24 heures